# Pontcirq
Pontcirq település Franciaországban, Lot megyében. Lakosainak száma 182 fő (2022. január 1.). Pontcirq Les Junies, Labastide-du-Vert, Lherm, Montgesty és Saint-Médard községekkel határos.

## Népesség
A település népességének változása:
| Lakosok száma | 144  | 141  | 141  | 148  | 153  | 147  | 158  | 175  | 178  | 182  |
|               | 1968 | 1982 | 1990 | 2006 | 2013 | 2015 | 2017 | 2019 | 2020 | 2022 |